# Windschöpfwerk Kachlin

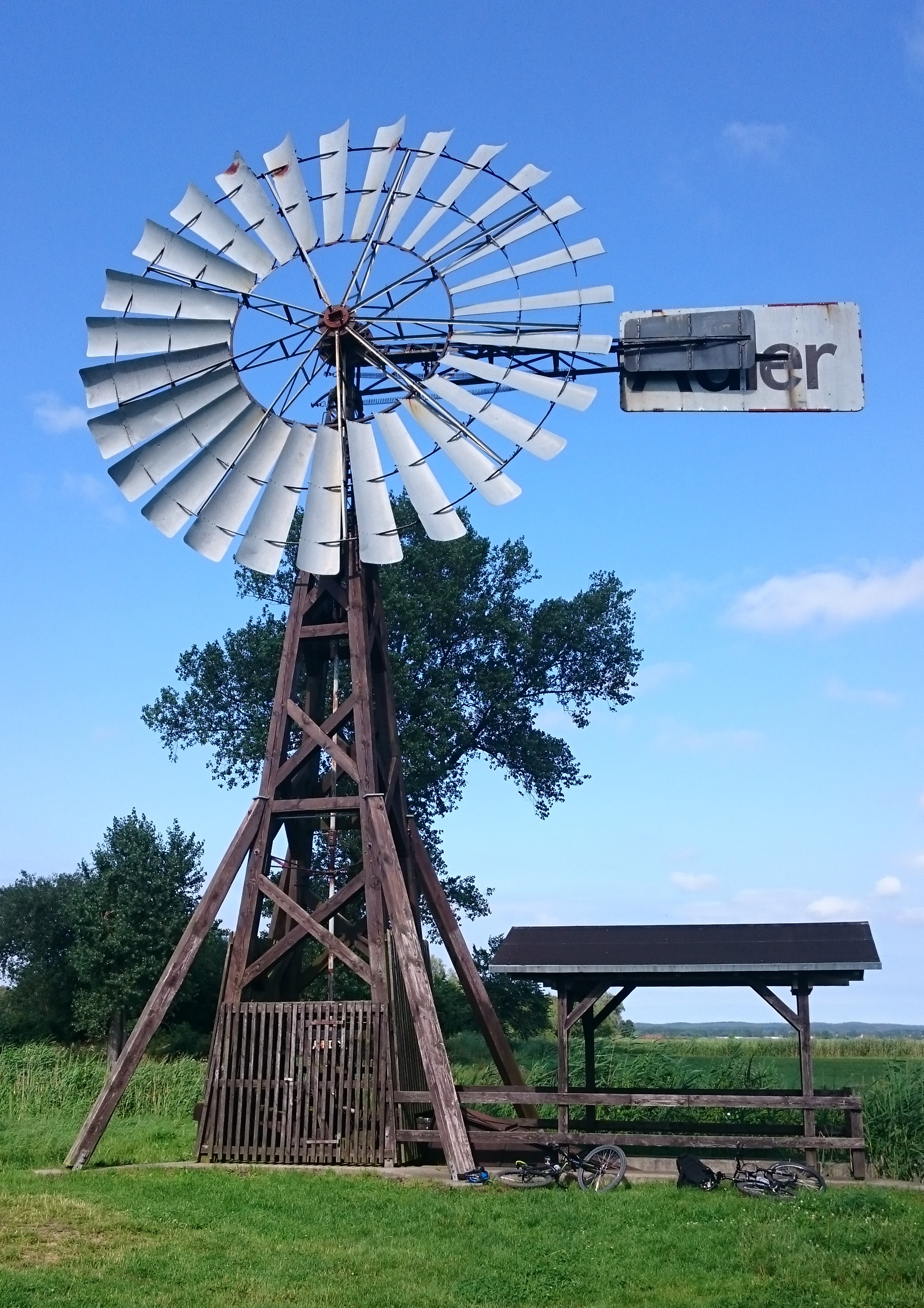
Windschöpfwerk Kachlin

Das Windschöpfwerk Kachlin befindet sich im Thurbruch nahe dem Kachliner See auf der Insel Usedom.
Das Windschöpfwerk diente Anfang des 20. Jahrhunderts als eines von drei windgetriebenen Schöpfwerken (sog. Windpumpen) der Entwässerung des Thurbruchs. Die Nabenhöhe liegt bei 12 Metern. Der Durchmesser des Windrades beträgt 8,5 Meter. Es besteht aus 27 Windleitblechen. Mittels Förderschnecke wurde das Wasser um 1,5 Meter angehoben. Abhängig von der Windgeschwindigkeit lag die Schöpfleistung zwischen 480 und 1440 Kubikmetern Wasser in der Stunde.

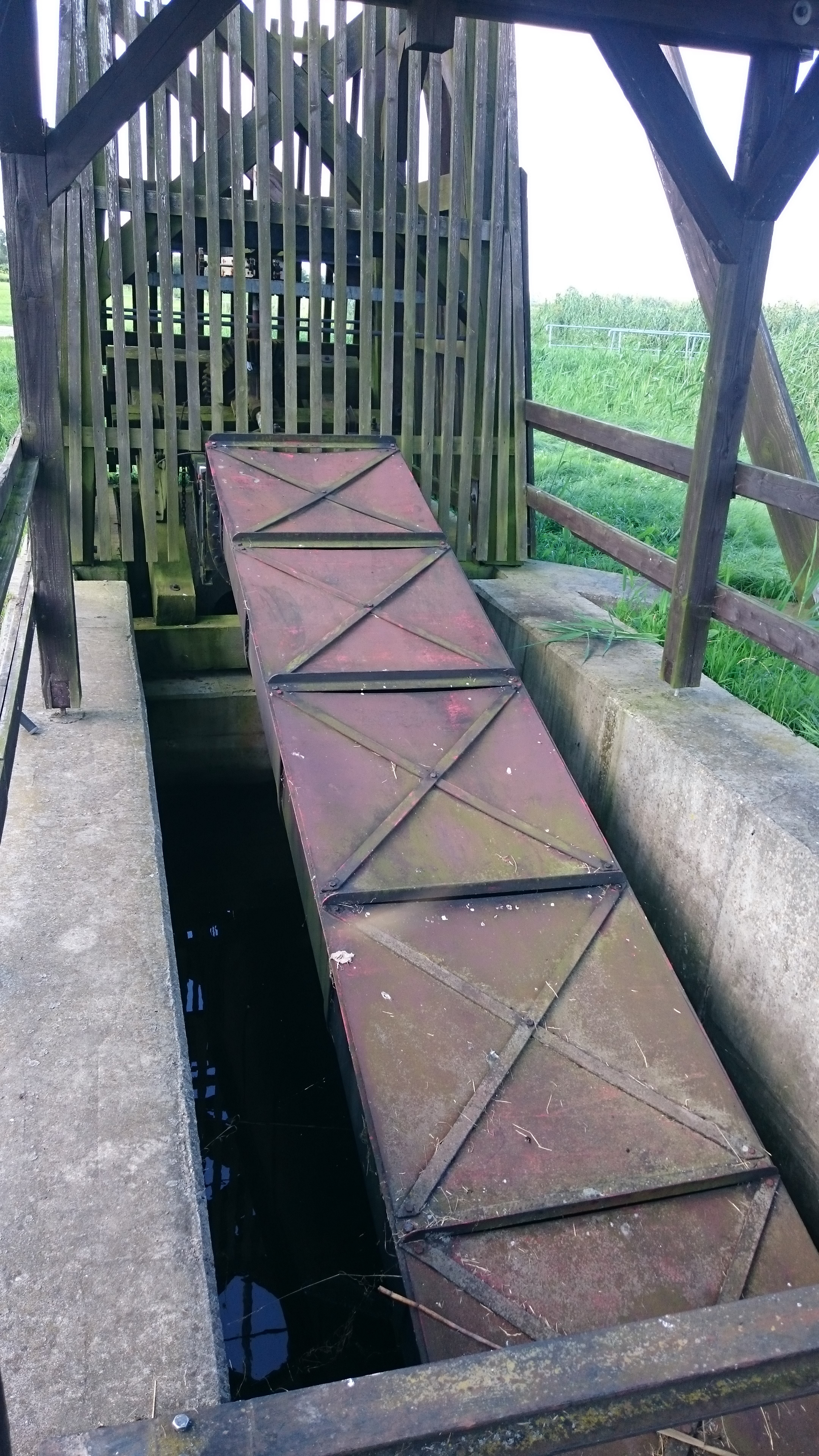
Trog mit (verdeckter) Förderschnecke
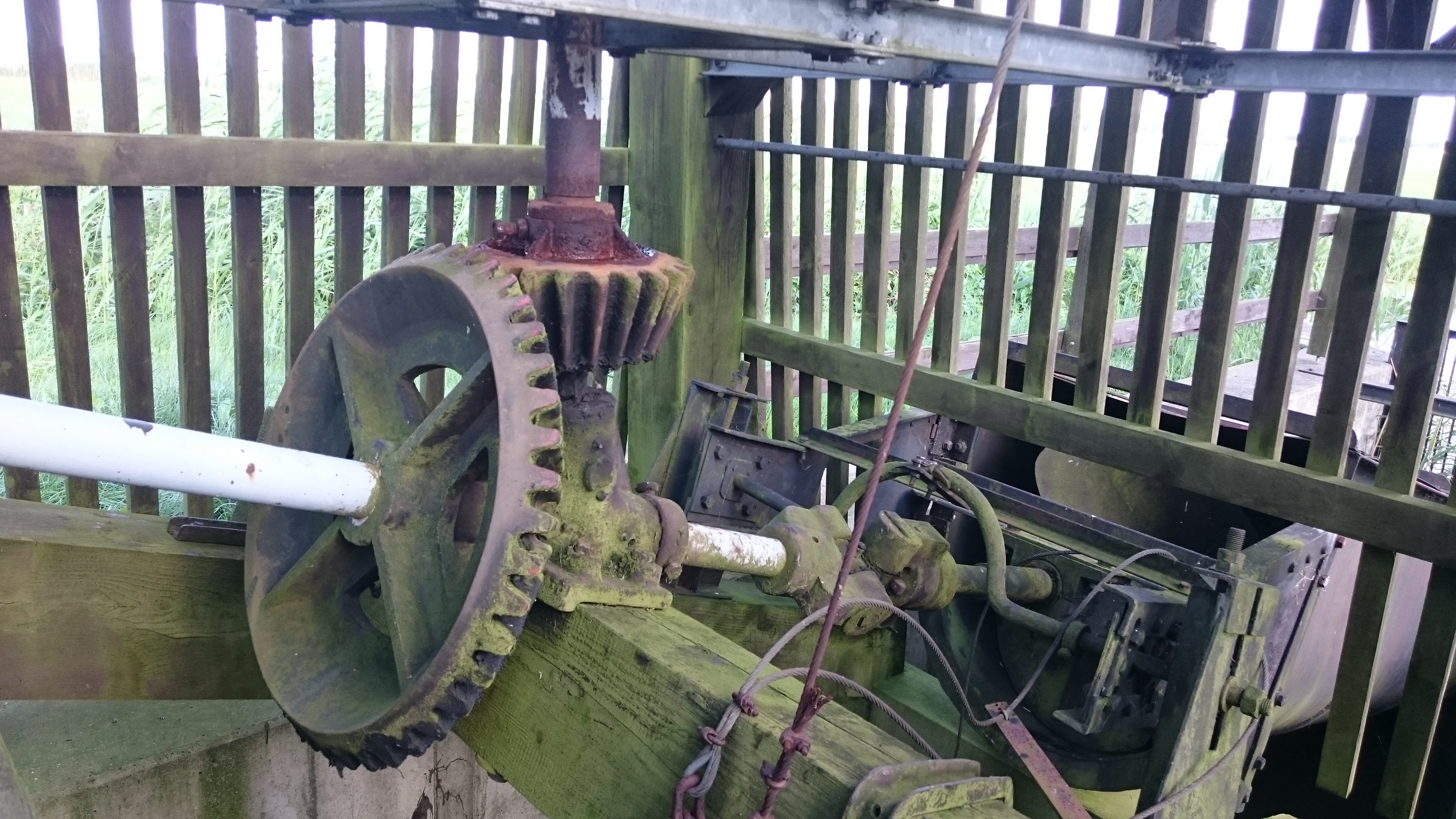
Zahnradgetriebe

Das Windschöpfwerk wurde 1920 unter dem Namen Adler im Auftrag des Kutzower Gutsbesitzers Rudolf Heydemann von der Firma Köster aus Heide gebaut. 1926 wurde es an seinen heutigen Standort am Kachliner Pumpbecken umgesetzt. Dort war es bis 1968 in Betrieb. Danach wurde die windunabhängige Entwässerung des Thurbruchs durch elektrische Pumpen gewährleistet. 1969 sollte es demontiert werden, wurde dann aber als Technisches Denkmal unter Schutz gestellt. Nachdem es Silvester 1979 durch einen Sturm schwer beschädigt worden war, erfolgte von 1994 bis 1995 eine Restaurierung.